# 藤和不動産サッカー部
藤和不動産サッカー部（とうわふどうさんサッカーぶ）は、かつて存在した日本のサッカークラブ。藤和不動産のサッカー部として1968年に創部した。1972年から1993年まで日本サッカーリーグ/ジャパンフットボールリーグに所属した。日本プロサッカーリーグ（Jリーグ）に加盟する湘南ベルマーレの前身となったクラブである。

## 歴史
1968年、広島出身の藤田一族の経営する藤和不動産が新たに栃木県那須の藤和那須リゾート内に創設。チーム創設の経緯は「キング・オブ・スポーツ」のサッカーで社名を世界に轟かせるという威勢にいいもので、藤田正明の持論は「野球はアメリカと日本だけ。将来、必ずサッカーの時代が来る」「強くなるためにはプロを作らないとダメだ」で、将来のプロ化を見据えて藤田はサッカー部を作った。当時、日本サッカーリーグ（以下、JSL）のチームでさえ練習場所を転々としていたが、那須ハイランドに芝生3面の専用練習グラウンドを整備し、全24室すべて個室の合宿所（コテージ風）を建設。これら全てを1カ所に集中させた。また専門の栄養士が就いて選手の食事を用意し、夜はビデオテープを使ってミーティングまで行なったという他チームにとっては垂涎の環境であった。三菱重工（現「浦和レッズ）が合宿を行なった際、同行していたドイツの名将・ヘネス・バイスバイラーが絶賛したという逸話も残る。雪で練習場が使えない時は、藤和の選手たちは矢板東高校のグラウンドを借りた。同校の選手・指導者に最先端の戦術・技術を伝え、同校は全国的な強豪になった。
「3年で日本サッカーリーグ(JSL)入り」という高い目標を掲げて、東洋工業サッカー部の黄金期を創った石井義信を迎え強化を図り、栃木県社会人リーグ4部に参加、1試合平均15得点とあまりの強さに、1部リーグとの入れ替え戦を許され、翌1969年栃木県リーグで優勝。関東サッカーリーグ2年目の1971年、全国社会人サッカー選手権大会で優勝し、JSL入れ替え戦に出場、名古屋相互銀行を下しJSLに昇格、創部から3年8ヶ月という記録破りの早さでトップリーグに上り詰めた。この年更に東洋工業を5度のJSL優勝に導いた下村幸男をヘッドハンティングして監督に迎え1972年JSL参加初年度を戦った。
インターネットどころか、衛星放送もまだない時代、日本人がヨーロッパや南米のサッカーを目にする機会はほとんどなかったが、藤田は「うまくなるには本物に触れないといけない」とこの年、日本サッカー史上初の「元プロ」選手を獲得した。それがセルジオ越後で、「元プロ」選手の獲得にアレルギー反応は強く、日本サッカー協会では元プロ選手のプレーの是非を巡って議論が起き、外国人選手の試合出場は来日・登録から半年間は認めないとする新たな規約が設けられた。
1975年、後期リーグから藤和の親会社のフジタ工業に転籍し、フジタ工業クラブサッカー部と改称、翌1976年から本拠地を東京に移した。同時に練習グラウンドを神奈川県平塚市大神に移転、これが後の平塚移転に繋がる。その後フジタ工業のサッカー部となり呼称はフジタ。後に社名変更でフジタサッカークラブになった事で、呼称との区別は無くなった。強かった時代のセレソン風の黄色いユニフォームと「フジタ工業」の名でよく知られる。
本場ブラジルのプロ選手であったセルジオ越後を獲得する等、ブラジル出身の技巧派選手を揃え攻撃的なブラジルサッカーで席巻した事でも知られる。セルジオが去った後にアデマール・ペレイラ・マリーニョ、ジョアン・ディクソン・カルバリオ、セイハン比嘉らの活躍で、1977-78年シーズンを史上最多得点（64得点）でJSLを初制覇すると1979-80シーズン、1981-82シーズンと3度JSLを制覇した。また1977年（第57回）、1979年（第59回）と天皇杯全日本サッカー選手権大会も2度優勝、黄金期を築いた。
ブラジル風サッカーと云えば後年読売サッカークラブの代名詞となったが、それ以前に実現し、またプロ化を目指した先駆的なクラブであった。「日本初のプロ・チームを作りたい」と藤田正明社長も公言し、「やる以上は徹底的にやり、日本はもちろん、世界一のチームを作る」と意気込んでいた。1970年代前半に読売サッカークラブの関係者が、「ウチと藤和さんで定期戦をやり、それをプロ化への突破口にしてもいい」と言ったことがあった。社会人サッカーの雄・浦和サッカークラブに声をかけて全員を入社させようと動いたこともある。1988-89シーズンから1989-90シーズンにはイングランド人指導者のアラン・ジレットをヘッドコーチとして招聘した。
最後となった1991-92シーズンのJSL2部でピッタらを擁して優勝した。翌シーズンの第1回ジャパンフットボールリーグ（旧JFL）1部に参加した。翌1993年には日本プロサッカーリーグ（Jリーグ）加盟を目指して日立（柏レイソル）、ヤマハ（ジュビロ磐田）と共にJリーグ準会員となり、それに併せてJクラブにならうようにチームの通称を湘南ベルマーレとし、またホームタウンをそれまでにも試合を開催していた平塚市とした。1992年からユース、ジュニアユースの下部組織を創設、フジタサッカースクールとして、平塚の他に、渋谷支部を運営していた。
1993年は、第2回ジャパンフットボールリーグ（旧JFL）1部で優勝、Jリーグ昇格を決めた。元ブラジル代表MFのベッチーニョ、ミランジーニャの活躍が大きく、岩本輝雄、名良橋晃、野口幸司、名塚善寛など、後に日本代表にも選ばれる20代前半の若手との融合で旧JFLでは圧倒的な実力を誇った。
なお、1993年シーズンの結果によりJリーグ昇格となったことを機にベルマーレ平塚へチーム名を改称したが、当時はホームタウンを1つの市区町村とすることを原則としていたため、地域名である湘南ではなく、本拠地の平塚市の名前を採用した。また、チームのホームスタジアムである平塚競技場も当時はJリーグホームスタジアムとしての基準（スタンドで15,000人以上収容、芝生部分はカウントしない等。当時メインスタンド以外は全て芝生スタンドであった）を満たしていなかったが、競技場のJリーグ規格へ改修する予算を平塚市が付けて昇格が認められた。
鈴木淳（元山形・新潟・大宮・千葉監督）、吉浦茂和（筑陽学園高校監督）、上川徹（元国際主審）などの指導者・人材も輩出している。
フジタは、1999年にクラブ運営会社の経営から一旦撤退し、運営権を平塚市などが運営する現在の法人「株式会社湘南ベルマーレ」「特定非営利活動法人湘南ベルマーレスポーツクラブ」に譲渡したが、2017年に18年ぶりにユニフォームスポンサー（袖部分）に復帰することになった。フジタ代表取締役・奥村洋治は「2018年のクラブ創設50周年 に向け、当社もチームと一丸になり、熱い思いを共有したいと思います」 述べている。

## 略歴
- 1968年 創部
- 1972年 JSL1部昇格
- 1975年 フジタ工業クラブサッカー部に改称（東京移転）
- 1990年 JSL2部降格、フジタサッカークラブに改称
- 1992年 JSL2部優勝、第1回JFLに参加
- 1993年 第2回JFL優勝、チーム名称をベルマーレ平塚に改称（Jリーグに昇格）
- 1998年 フジタ撤退
- 1999年 ㈱湘南ベルマーレ発足

## タイトル

### リーグ戦
- 日本サッカーリーグ1部
  - 1977年、1979年、1981年
- ジャパンフットボールリーグ1部
  - 1993年
- 関東サッカーリーグ1部
  - 1971年

### カップ戦
- 全国社会人サッカー選手権大会
  - 1971年
- JSLカップ
  - 1973年 (スペシャルカップ)
- 天皇杯全日本サッカー選手権大会
  - 1977年、1979年

## 成績
| 年度    | 所属      | 順位 | 勝点 | 勝              | 分          | 敗             | 得点 | 失点 | 監督                |
| ------- | --------- | ---- | ---- | --------------- | ----------- | -------------- | ---- | ---- | ------------------- |
| 1968    | 栃木県4部 | 優勝 |      |                 |             |                |      |      | 黒木芳彦            |
| 1969    | 栃木県1部 | 優勝 |      |                 |             |                |      |      | 黒木芳彦            |
| 1970    | 関東      | 2位  | 21   | 8               | 5           | 1              | 31   | 13   | 黒木芳彦            |
| 1971    | 関東      | 優勝 | 24   | 11              | 1           | 2              | 51   | 12   | 黒木芳彦            |
| 1972    | JSL1部    | 8位  | 6    | 2               | 2           | 10             | 11   | 29   | 下村幸男            |
| 1973    | JSL1部    | 4位  | 21   | 9               | 3           | 6              | 29   | 22   | 下村幸男            |
| 1974    | JSL1部    | 8位  | 16   | 5               | 6           | 7              | 25   | 30   | 下村幸男            |
| 1975    | JSL1部    | 7位  | 13   | 5               | 3           | 10             | 19   | 31   | 石井義信            |
| 1976    | JSL1部    | 3位  | 22   | 9               | 4           | 5              | 28   | 20   | 石井義信            |
| 1977    | JSL1部    | 優勝 | 60   | 14              | 1PK勝 2PK敗 | 1              | 64   | 15   | 石井義信            |
| 1978    | JSL1部    | 3位  | 46   | 9               | 3PK勝 4PK敗 | 2              | 35   | 14   | 石井義信            |
| 1979    | JSL1部    | 優勝 | 53   | 12              | 1PK勝 3PK敗 | 2              | 36   | 15   | 石井義信            |
| 1980    | JSL1部    | 2位  | 23   | 10              | 3           | 5              | 33   | 19   | 石井義信            |
| 1981    | JSL1部    | 優勝 | 27   | 11              | 5           | 2              | 24   | 7    | 中村勤              |
| 1982    | JSL1部    | 4位  | 20   | 8               | 4           | 6              | 26   | 21   | 中村勤              |
| 1983    | JSL1部    | 3位  | 21   | 7               | 7           | 4              | 18   | 15   | 中村勤              |
| 1984    | JSL1部    | 6位  | 18   | 6               | 6           | 6              | 25   | 25   | 中村勤              |
| 1985    | JSL1部    | 4位  | 26   | 9               | 8           | 5              | 31   | 17   | 花岡英光            |
| 1986-87 | JSL1部    | 8位  | 22   | 8               | 6           | 8              | 24   | 22   | 花岡英光            |
| 1987-88 | JSL1部    | 9位  | 18   | 6               | 6           | 10             | 16   | 20   | 花岡英光            |
| 1988-89 | JSL1部    | 4位  | 36   | 10              | 6           | 6              | 34   | 20   | 石井義信 （総監督） |
| 1989-90 | JSL1部    | 11位 | 17   | 4               | 5           | 13             | 17   | 30   | 石井義信 （総監督） |
| 1990-91 | JSL2部    | 3位  | 70   | 21              | 7           | 2              | 60   | 15   | 古前田充            |
| 1991-92 | JSL2部    | 優勝 | 74   | 24              | 2           | 4              | 79   | 17   | 古前田充            |
| 1992    | JFL1部    | 3位  | 31   | 6               | 4           | 5              | 37   | 22   | 古前田充            |
| 1993    | JFL1部    | 優勝 | _    | 16（0延長 0PK） | _           | 2（1延長 0PK） | 49   | 12   | 古前田充            |

## 藤和不動産、フジタサッカー部に所属した主な選手
- セルジオ越後
- 安藤正俊
- カルバリオ
- セイハン比嘉
- 古前田充
- 上田栄治
- マリーニョ
- 植木繁晴
- ピッタ
- 手塚聡
- 今井敬三
- 渡辺三男
- 中村勤
- 栗本直
- 吉浦茂和
- 上川徹
- 森正明
- 信藤健仁（克義）
- 鈴木淳
- 宮澤ミシェル
- 高木琢也
- 谷中治
- ホルヘ平野
- 野村貢
- 高橋貞洋
- 高橋憲司 (石田)
- ジアス
- ミランジーニャ
- ウーゴ
- バルガス金城
- 池内豊
- エジソン
- ベッチーニョ
- 古島清人
- 松山博明（広淳）
- 宮村正志
- 名塚善寛
- 岩元洋成
- 野口幸司
- 渡辺卓
- 名良橋晃
- 岩本輝雄
- 竹村栄哉
- 小島伸幸 (フジタ工業社員選手)

## Jリーグ参加に至る経緯
発足は栃木県。藤和不動産社長の藤田正明が、欧州や南米のようなプロクラブを目指し、那須高原の藤和那須リゾート内に施設を建設、クラブを発足させた。チームが急激に力を付けると、フジタグループ全体でサポートする事になり1975年後期から「フジタ工業クラブサッカー部」に名称変更、翌1976年から本拠地を東京に移した。那須は寒くて芝が育ちにくく、練習相手もなくチームとしてまとまりがなく、同時に練習場を神奈川県平塚市に変更した。平塚ではいくらでも練習試合が組めた。
しかしこの事が、かえって当初の目標からは離れてしまったともいわれる。JSLにいながら、常にプロ化へのプレッシャーをかけ続けた読売サッカークラブとはこの点では違うかも知れない。1990年前後にはチーム力がやや落ちたが、藤田正明の後を継いだ正明の甥・藤田一憲も、とてもサッカー好きだったこともあって、Jリーグ創設に際しては参加を強く希望し候補の一つとなった。
しかしJリーグ参加の大きな条件にフランチャイズ制があったため、関東に候補チームが集中し、東京にチームを置くフジタには不利となった。当確といわれたマツダが降りると言った時、川淵三郎が「（会社発祥の地でもある）広島でやってくれるなら無条件で参加を認める」と打診したが、「もう関東の会社なので」と拒否。さらに浦和市に本拠地を置いてやると決まりかけていた本田技研が降りた時も、三菱自工に先を越されたといわれる。
結局、平塚市北部大神に練習グラウンドを持っていた繋がりで平塚市を本拠地にしたが、オリジナル10には選に漏れた。川淵から説明された落選理由は「鹿島が屋根付きサッカー専用スタジアムをつくるというので鹿島を選んだ。また平塚市で盛り上がりが見られないこと、そしてフジタ（ベルマーレ）を入れると神奈川が4チームとなってしまう」というものだった。